# Sutina (Uskoplje)
Sutina je gradina na krškoj grudi kod naselja Jagnjid, Uskoplje.
Ovdje je bilo pretpovijesno utvrđenje iz brončanog ili željeznog doba. Rimljani su na Sutini imali stražarnicu čiji su zidovi bili krajem 19. stoljeća visoki više od metra. Građena je od kamena i bila je prekrivena crijepom. U srednjem vijeku ovdje je bila utvrda koja je korištena za nadzor prometne komunikacije između Kupreškog polja, južnog dijela Skopaljske doline i Rame. Uz utvrdu Sutinu nešto sjevernije nalazio se još jedan utvrđeni objekt na lokalitetu Stražica. Ispod Sutine i Stražice razvilo se naselje Podgrađe čije karaktetistično ime svjedoči o tome da je nastalo u predosmanlijsko doba.
Ispod Sutine, 1892. godine, je osim velike količine pretpovijesne keramike, troske i rimske cigle pronađena pločica s prstena s likom rimskog vojskovođe Germanika koji je vjerojatno predvodio rimsku vojsku prilikom osvajanja ovog kraja.